# Metahomaloptera omeiensis
Metahomaloptera omeiensis är en fiskart som beskrevs av Chang, 1944. Metahomaloptera omeiensis ingår i släktet Metahomaloptera och familjen grönlingsfiskar. Inga underarter finns listade i Catalogue of Life.